# Amstel Gold Race 2008
L'Amstel Gold Race 2008, quarantatreesima edizione della corsa, valevole come quinta prova del calendario UCI ProTour 2008, si svolse il 20 aprile 2008 su un percorso di 257,4 km, da Maastricht alla collina del Cauberg, nel comune di Valkenburg aan de Geul. Fu vinta dall'italiano Damiano Cunego, che terminò in 6h 35' 29".

## Squadre e corridori partecipanti
| N.      | Cod. | Squadra            |
| ------- | ---- | ------------------ |
| 1-8     | GST  | Gerolsteiner       |
| 11-18   | ALM  | AG2R La Mondiale   |
| 21-28   | AST  | Astana             |
| 31-38   | BTL  | Bouygues Télécom   |
| 41-48   | GCE  | Caisse d'Epargne   |
| 51-56   | COF  | Cofidis            |
| 61-68   | C.A  | Crédit Agricole    |
| 71-78   | EUS  | Euskaltel-Euskadi  |
| 82-88   | FDJ  | Française des Jeux |
| 92-98   | LIQ  | Liquigas           |
| 101-108 | QST  | Quick Step         |
| 111-118 | RAB  | Rabobank           |

| N.      | Cod. | Squadra             |
| ------- | ---- | ------------------- |
| 121-128 | SDV  | Saunier Duval-Scott |
| 131-138 | SIL  | Silence-Lotto       |
| 141-148 | CSC  | Team CSC-Saxo Bank  |
| 151-158 | THR  | Team High Road      |
| 161-168 | LAM  | Lampre              |
| 171-178 | MRM  | Team Milram         |
| 181-188 | BAR  | Team Barloworld     |
| 191-198 | LAN  | Landbouwkrediet     |
| 201-208 | SKS  | Skil-Shimano        |
| 211-218 | GAR  | Slipstream-Chipotle |
| 221-228 | TVL  | Topsport Vlaanderen |

## Ordine d'arrivo (Top 10)
| Pos. | Corridore             | Squadra       | Tempo    |
| ---- | --------------------- | ------------- | -------- |
| 1    | Damiano Cunego        | Lampre        | 6h35'29" |
| 2    | Fränk Schleck         | CSC-Saxo Bank | s.t.     |
| 3    | Alejandro Valverde    | C. d'Epargne  | a 2"     |
| 4    | Davide Rebellin       | Gerolsteiner  | s.t.     |
| 5    | Thomas Dekker         | Rabobank      | a 6"     |
| 6    | Christian Pfannberger | Barloworld    | a 14"    |
| 7    | Sergej Ivanov         | Astana Team   | a 18"    |
| 8    | Joaquim Rodríguez     | C. d'Epargne  | a 23"    |
| 9    | Karsten Kroon         | CSC-Saxo Bank | a 27"    |
| 10   | Jérôme Pineau         | Bouygues Tél. | a 45"    |